# Dolby Pro Logic
Dolby Pro Logic ist ein analoges Heimkino-Mehrkanal-Tonsystem der Firma Dolby. Dolby Pro Logic dekodiert Raumklang-Informationen aus einer Stereoquelle.

## Geschichte
Dolby Pro Logic basiert auf dem 1976 entwickelten Dolby Stereo. Dolby Pro Logic selbst wurde 1986 entwickelt.
Pro Logic verfügt aus heutiger Sicht über eine vergleichsweise geringere Trennschärfe zwischen den einzelnen Kanälen und für die Rückkanäle stand nur eine geringe Bandbreite zur Verfügung.
Im Jahr 2000 wurde mit Dolby Pro Logic II eine Weiterentwicklung vorgestellt. Es erweiterte Pro Logic um einen zusätzlichen Rückkanal und einen Subwooferkanal, ein sogenanntes 5.1-System. Pro Logic II findet heute noch Einsatz, z. B. bei der Decodierung eines 5.1-Sounds aus einer Stereoquelle. Beispiele hierfür sind analoges Fernsehen und CDs, aber auch Spielkonsolen wie z. B. Wii von Nintendo. Hier wurde aus Kostengründen auf separate Kanäle verzichtet.
Eine Weiterentwicklung, Dolby Pro Logic IIx, kann ein 6.1- bzw. 7.1-System versorgen, während die neuste Version, Dolby Pro Logic IIz ein 9.1-System mit Toninformationen versorgen kann.
Pro Logic II wiederum wurde teilweise durch digitale Mehrkanal-Tonsysteme wie Dolby Digital und DTS ersetzt, die über separate Kanäle verfügen.

## Funktionsweise

### Kodierung
Die vier Signale links, rechts, Center und Raumklang (L, R, C, S) werden zu zwei Programmkanälen zusammengefasst, die als Links total (Lt) und Rechts total (Rt) bezeichnet werden.
Die beiden Eingangssignale links und rechts werden ohne Veränderung direkt zu den Programmkanälen links und rechts geleitet und der Centerkanal mit einer Pegelabsenkung von 3 dB gleichmäßig auf die beiden Kanäle addiert.
Das Signal des Raumklangkanals durchläuft zunächst einen Bandpass von 100 bis 7000 Hz und einen auf −6 dB modifizierten Dolby-B-Kompressor, um ein Übersprechen der Höhenanteile (Zisch-Effekte) aus den vorderen Kanälen in den rückwärtigen Kanal bei der Dekodierung zu minimieren. Ebenso wie der Center-Kanal wird anschließend das Signal um 3 dB abgesenkt und, um −90° in der Phase verschoben, dem linken Programmkanal beigemischt. Der rechte Programmkanal erhält das gleiche Signal, jedoch um +90° verschoben. Dadurch ergibt sich für den Raumklangkanal in den beiden Programmkanälen ein gegenphasiges Signal mit einer Phasendrehung von 180°.

### Dekodierung
Der einfachste Dekodierer zur Rückgewinnung des Raumklangsignals besteht aus einem Subtrahierer. Da das Center-Signal in Phase auf beiden Stereokanälen vorliegt, fällt es beim Subtrahieren der Stereokanäle voneinander einfach heraus. Die Kanäle sind also sehr gut voneinander entkoppelt.
Problematisch wird es bei asymmetrischen Schallereignissen auf den Stereokanälen, da diese wieder beim Subtrahierer ein Differenzsignal ergeben.
Um diese Effekte zu verringern, gibt es aufwendige Regelschaltungen, die Pegel und Phase ständig abgleichen, um eine möglichst hohe Entkopplung der Kanäle zu erreichen. Diese Systeme wurden in Pro Logic II realisiert.